# Tirópita

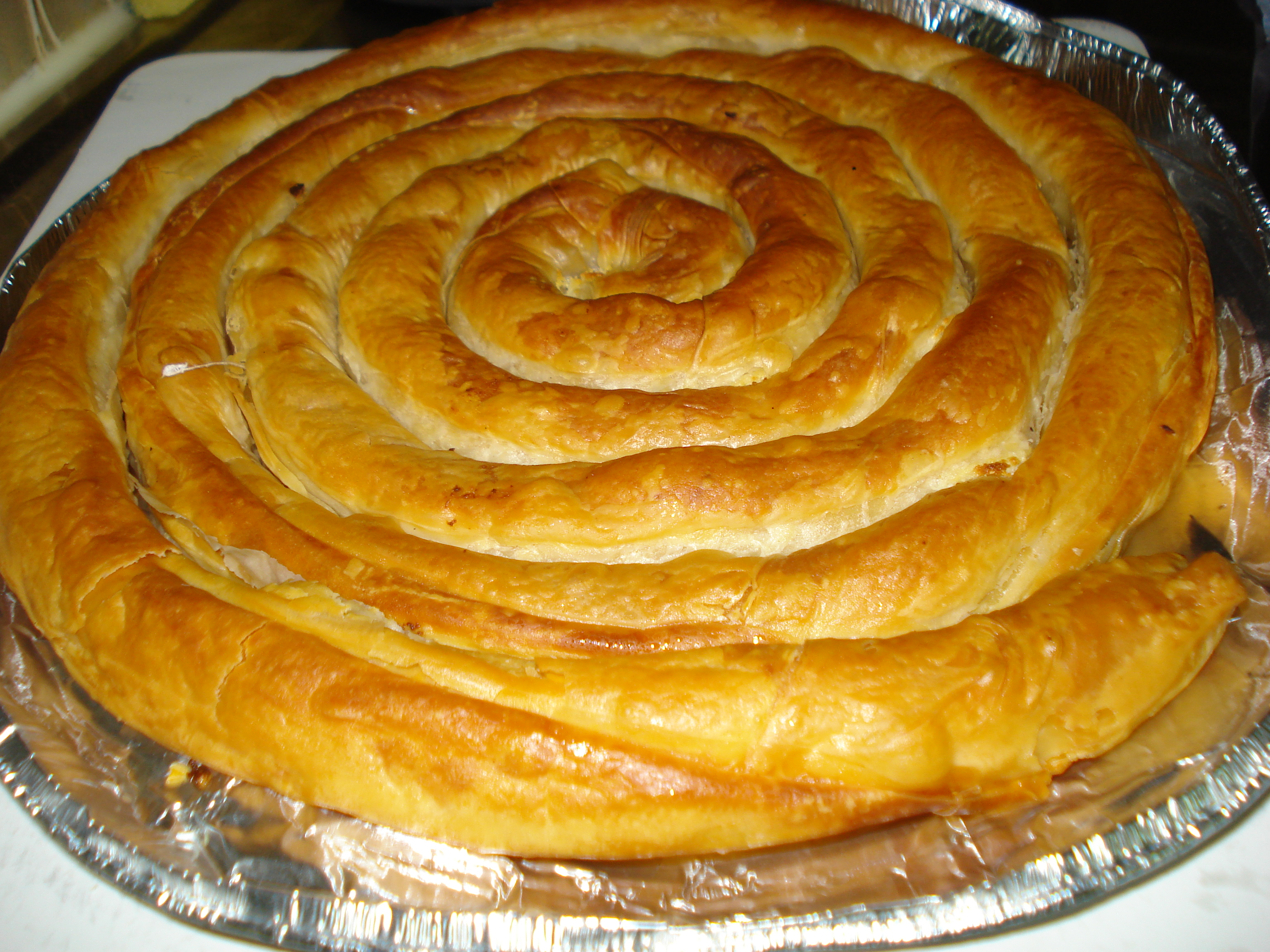
Striftí tirópita (literalment, tirópita enrotllat), típic de Kozani, al nord de Grècia.

Tirópita (grec: τυρόπιτα) és un plat típic de la cuina grega, elaborat a base de pasta fil·lo, formatge i llet. El formatge pot ser feta, graviera, edam, anthótiro o qualsevol altre similar, i se'n poden utilitzar més d'un.
Altres plats similars al tirópita són el spanakópita,amb espinacs, o el spanakotirópita, amb espinacs i formatge.